# Temppeliaukion kirkko
La Temppeliaukion kirkko (chiesa del Temppeliaukio in finlandese) è una chiesa luterana scavata nella roccia, esempio di architettura rupestre, e situata nel quartiere Töölö di Helsinki, progettata dagli architetti Timo e Tuomo Suomalainen e consacrata nel 1969.